# Катранџија
Катранџија је занатлија који производи катран.

## О занату
Сировина: као сировина за занатску израду катрана служи црна боровина (Pinus negri)
Рад на изради-производњи катрана може се поделити у три радне фазе:
1) припремање луча
Прва фаза се обавља током године када се на имању не раде други пољопривредни послови. Ради се на прибављању материјала. Некада је то чињено сасецањем целог стабла и коришћењем подземних делова, или вађењем лучевине обарањем стабла. Данас се ради само прикупљањем старих пањева. Онда се приступа цепању на иверје, које се држи на камарама до почетка печења.
2) печење
За печење катрана се користе посебне пећи, или катране. Иверје од лучевина се збија да би било што мање ваздуха и при врху је у виду купе која се прекрива танким слојем сламе и облепи блатом, а на самом врху се остави мали отвор у који се ставља зубља луча која прелази десетак сантиметара преко купе. Печење катрана почиње најчешће увече паљењем зубље луче која преноси потребну температуру у унутрашњост купе и под притиском се од дрвета ствара катран. Због високе температуре може да пукне блато около и дежурни мора увек да има при руци замешаног блата да  може да залепи пукотине. Процес горења траје око 40 часова. 
3) пренос
када се катран охлади и из њега исцеди вода, припреме се судови за прихватање и транспорт. Охлађени катран вади се дрвеном кутлачом и кроз дрвени левак сипа у припремљене мешине.

## Алати
Катранџије употребљавају следећи алат:
Секира
Катрана - посебна врста пећи за печење катрана коју чини укопани дрвени сандук (сантрач) отворен са једне стране облепљен фином глиненом кашом а на дну испод челне стране остави се отвор и начини лула за истицање катрана.
Гресло - парче даске 40х20 cm на дрвеној дршци, служи за сакупљање и навлачење земље којом се угушује пламен и размазује земља на катрани.
Маљ-млатац - боров трупац са држалицом служи за набијање земље у катрани.
Тава-кутлача - израђена од боровог дрвета са дршком. Њоме се захвата катран из рупе под катраном и кроз левак сипа у мешине.
Левак од дрвета за сипање катрана у мешине.
Мешина од козије, овчије или телеће коже.
Катраница - дрвена или земљана посуда при отвору са жљебом за уже или ланац који се везује за задњу осовину кола. Она је ваљкастог облика висине око 15 cm.

### Употреба катрана
Имао је широку примену у народном лечењу, лечењу паразитских болести код стоке, борби против голубачке мушице, подмазивању дрвених осовина на колима, премазивању грађевина, лађа итд.

## Историјат
Катран се од давнина производи у западној Србији у селима Старог Влаха а то су срезови: Златиборски, Ариљски, Моравички и Студенички.на Златибору. Вероватно се још у средњем веку извозио у Дубровник који је био велики увозник и потрошач катрана за премазивање лађа, а свакако се извозио преко Дубровника и у друге земље. 
Нажалост, овај занат полако изумире, па је све мање катранџија.